# Gala Éluard Dalí

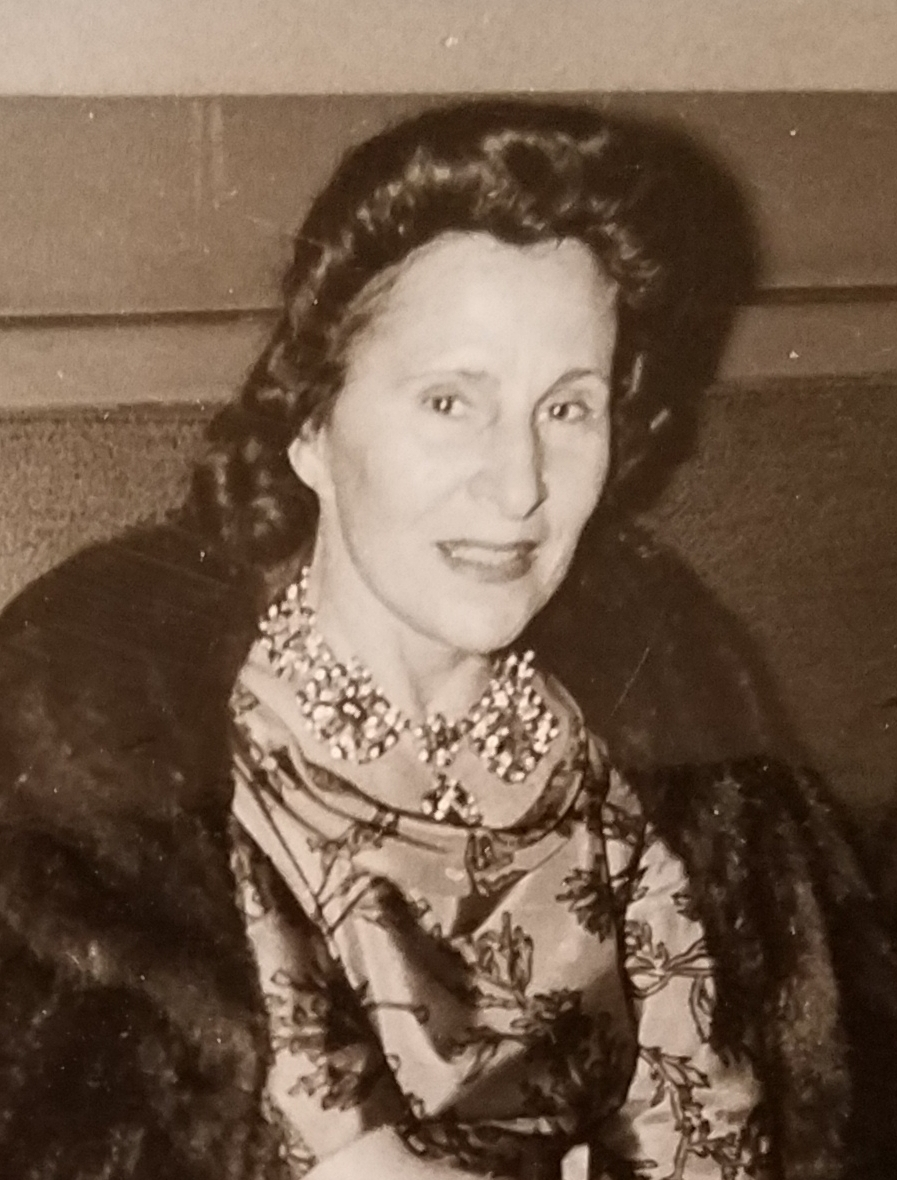
Fotoporträt Gala Dalí (unbekanntes Datum)

Gala Éluard Dalí (* 26. Augustjul. / 7. September 1894greg. als Jelena Dmitrijewna Djakonowa (russisch Елена Дмитриевна Дьяконова) in Kasan, Russisches Kaiserreich; † 10. Juni 1982 in Portlligat, Spanien) war eine bekannte Muse von Künstlern des 20. Jahrhunderts. Sie hat vor allem ihre beiden Ehemänner und ihren Geliebten – den Dichter Paul Éluard, den Maler und Bildhauer Salvador Dalí und den Maler Max Ernst inspiriert – aber auch viele weitere Künstler, insbesondere Surrealisten. 
Ihr Geburtsjahr wird in den Biografien unterschiedlich angegeben mit 1893, 1894 und 1895, aber 1894 als am wahrscheinlichsten. Der Grund dafür ist, dass Gala ihre Herkunft und Kindheit sowie in späteren Jahren auch ihr Alter stets verschleierte. „Den persönlichen Mythos hat sie selbst kultiviert, sich nie ausführlich und explizit über ihr Leben geäußert […] Gala erzählte nicht von sich, sondern inszenierte sich und ließ sich inszenieren.“

## Pseudonym
Die Herkunft ihres Pseudonyms Gala, den sie ausschließlich benutzte, ist nicht abschließend geklärt. Es handelt sich dabei wohl um ein Diminutiv von Galina, einem in der Ukraine verbreiteten Vornamen, der in der Koseform aber eher als Galja verwandt wird. Der Name Galina wurde ihr vermutlich von ihrer Mutter gegeben, während ihr Vater für den Vornamen Jelena plädierte und ihn zumindest in den offiziellen Dokumenten durchsetzen konnte. Weitere Versionen lauten, es sei ein Phantasiename, den sie sich selbst 1912 gab bzw. der ihr von ihrem späteren Ehemann Paul Éluard gegeben wurde.

## Leben

### Kindheit und Jugend

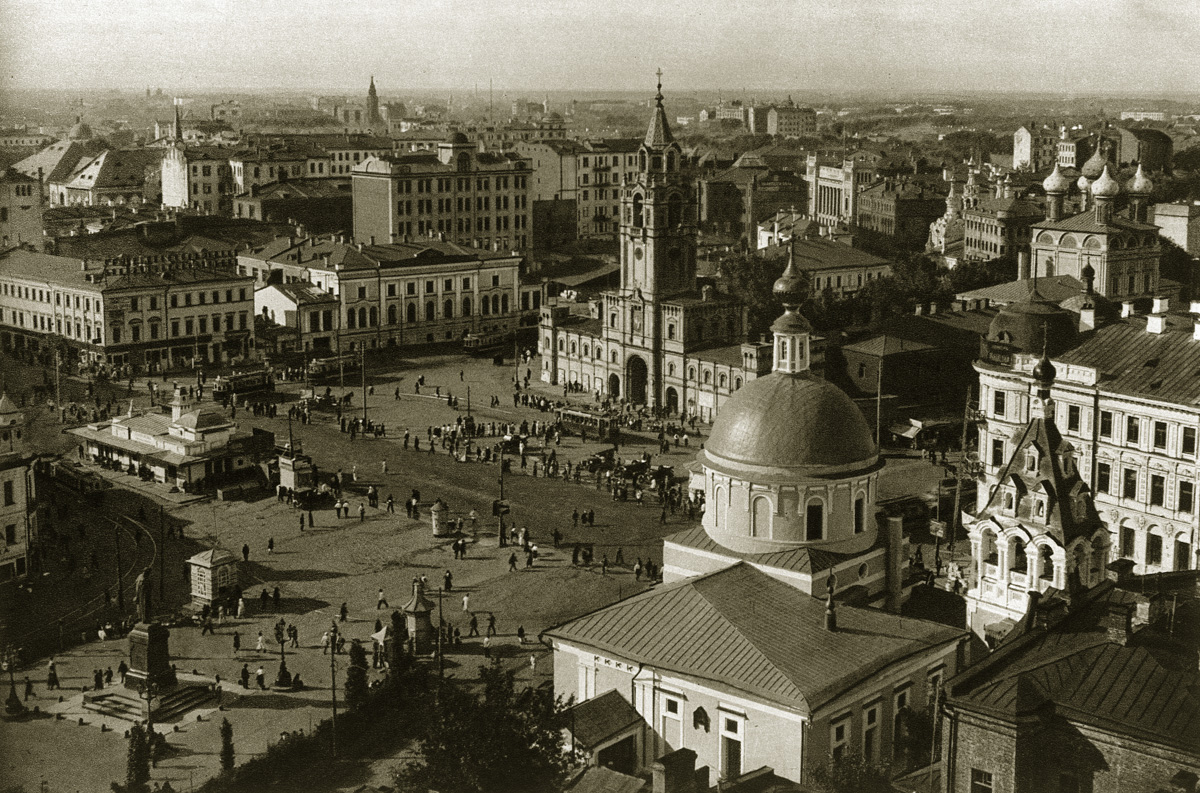
Moskau um 1920

Gala wuchs bei ihrer Mutter Antonina Djakonowa auf, die in zweiter Ehe mit dem wohlhabenden Rechtsanwalt Dimitri Iljitsch Gomberg verheiratet war. Ihr leiblicher Vater, Iwan Djakonow, war nach Galas Darstellung 1905 in Sibirien als verarmter Goldgräber verstorben. Tatsächlich handelte es sich um einen Beamten des Landwirtschaftsministeriums, der in Kasan verstarb, als Gala zehn Jahre alt war. Neben ihr gab es noch die beiden älteren Brüder Nikolai und Wadim sowie die jüngere Schwester Lidija. Finanziell abgesichert, dank der guten Beziehungen, die der Stiefvater sowohl zu revolutionären Kreisen als auch zum Adel unterhielt, verbrachte sie eine gutsituierte Kindheit in Moskau. „Galas Stiefvater hat den Djakonow-Kindern als Liberaler nicht nur fortschrittliche Ideen vermittelt, sondern auch den Sinn für Kultur: Seine Freunde sind Rechtsanwälte wie er, Professoren, Schriftsteller, studierte Leute, die sich über Geschichte und Literatur austauschen können“. Und er ermöglichte ihnen eine umfassende Ausbildung. Gala besuchte das private Mädchengymnasium Brjuchanjanko, ein Universitätsstudium hingegen war trotz guter Schulnoten für Frauen im zaristischen Russland ausgeschlossen. Üblicherweise blieb für Frauen ihres Alters und ihrer Herkunft nur der Weg einer sogenannten standesgemäßen Heirat, um sich von der Familie zu lösen. Gala widersetzte sich jedoch wiederholt den Verkupplungsversuchen ihrer Eltern und lehnte die Bewerber kategorisch ab.
1912 wurde Gala ins schweizerische Davos, einen exklusiven Luftkurort, geschickt, um sich im Lungensanatorium in Clavadel zu erholen. Bereits in jungen Jahren war bei ihr Tuberkulose diagnostiziert worden, und nach diversen Aufenthalten in Moskauer Sanatorien rieten die Ärzte zu einem Klimawechsel. Für Gala bot dieser Kuraufenthalt in der Schweiz eine willkommene Möglichkeit, das in ihren Augen rückständige Moskau zu verlassen. Wenige Tage vor ihr war der aus Paris stammende, siebzehnjährige Eugène-Émile-Paul Grindel alias Paul Éluard dort eingetroffen. Éluard, ebenfalls lungenkrank attestiert, flüchtete seinerseits vor einer Zukunft als Geschäftsmann, einem Beruf, den sein Vater für ihn vorgesehen hatte.

### Ehe mit Paul Éluard

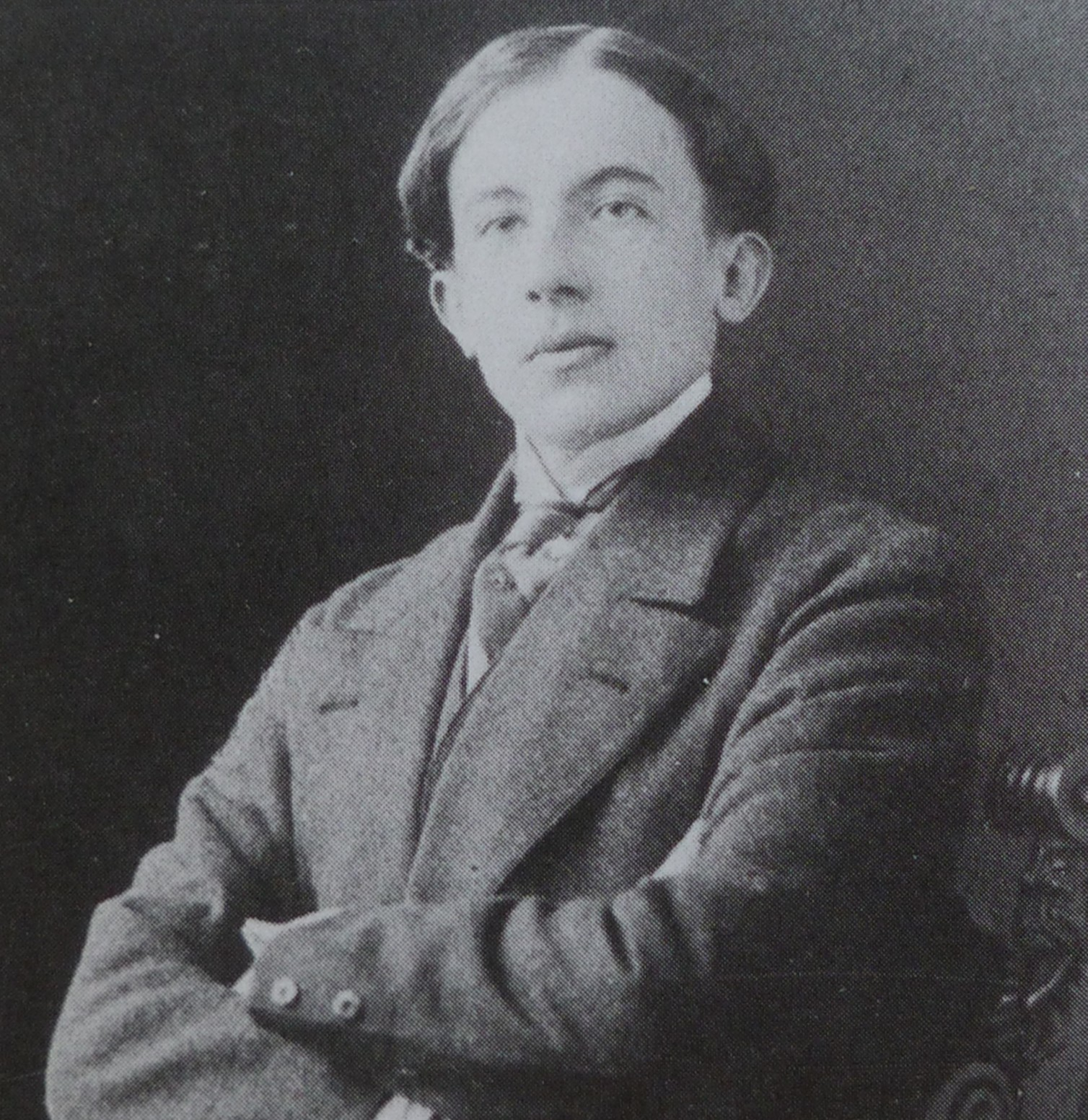
Paul Éluard, um 1911

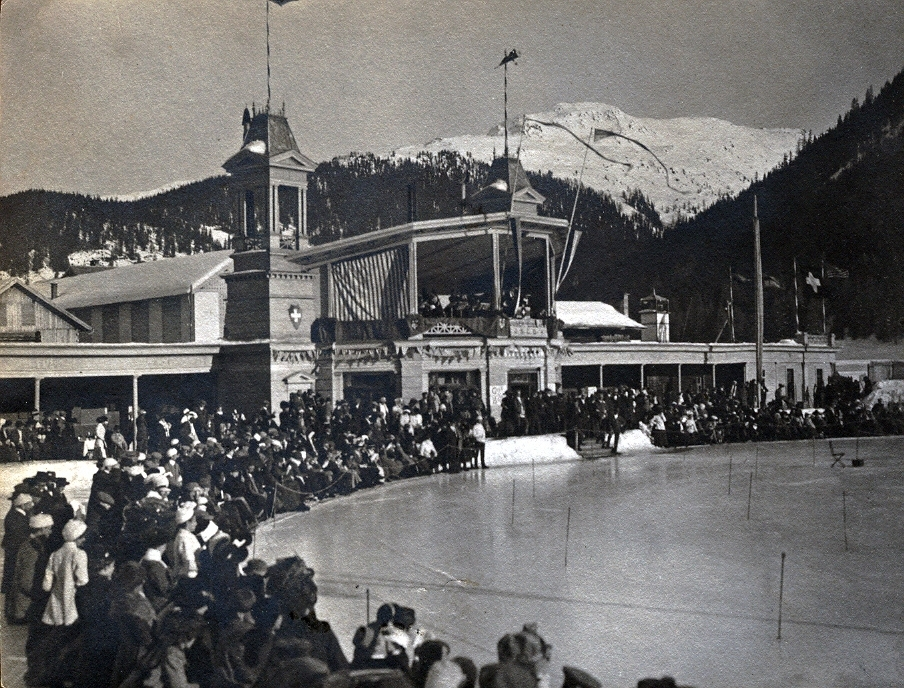
Davos um 1915

Éluard wurde in Clavadel früh auf Gala aufmerksam. In ihren Biografien wird Gala als großgewachsen und sehr schlank, jedoch nicht von klassischer, sondern von ungewöhnlicher Schönheit beschrieben: „ihr dunkler Blick und ihr russischer Akzent sind exotisch und faszinierend.“ Das Interesse war gegenseitig, wenn auch von ihrer Seite weniger in Äußerlichkeiten begründet. Éluard war als Siebzehnjähriger auch körperlich noch sehr kindlich und im Umgang mit Frauen unerfahren, bestach aber durch seine literarischen Qualitäten: „Für sie ist die poetische Begabung ein Geschenk des Himmels, das sie noch mehr bewundert als Schönheit.“ Und seine Erzählungen – Gala sprach fließend Französisch, das sie bei ihrem Schweizer Kindermädchen gelernt hatte – von Paris und der Pariser Avantgarde faszinierten sie. Er las ihr seine Gedichte vor, und Gala „versichert ihm schriftlich: »Sie werden einmal ein sehr großer Dichter.«“ Bereits 1913 wurden Éluards erste Gedichte Premiers poèmes veröffentlicht, gegen den Widerstand des Vaters finanziert von Éluards Mutter. Diese stand der Dichtkunst ihres Sohnes zwar ebenfalls skeptisch gegenüber, verwöhnte ihr einziges Kind jedoch maßlos.

„Mein Ideal steht nicht länger in den Sternen

Und ich schleudere meine Reime

Hin zu den Sternen … in deine Augen.“

1914 schrieb Gala das Vorwort zu seiner folgenden Gedichtsammlung Dialogues des Inutiles (dt.: Dialoge des Nutzlosen). Die vierzehn Minimal-Dialoge hatten die beiden inzwischen heimlich Verlobten gemeinsam verfasst.

„Man möge sich nicht wundern, wenn eine Frau – besser: eine Unbekannte – dem Leser diesen kleinen Band vorstellt. Der Autor kennt mich seit einiger Zeit, und ich ihn. Sein Werk scheint mir ein kleines Meisterwerk zu sein. […] Ich danke dem Autor dafür, daß er mich an seiner Kunst auf so wunderbare Weise teilhaben ließ.“

Im selben Jahr reiste Éluard aus Davos ab und wurde noch im Dezember zum Militärdienst eingezogen. Gala kehrte unterdessen nach Russland zurück. Das Militärbündnis zwischen Frankreich und Russland ermöglichte einen Briefkontakt, aber die Beförderung der Briefe zog sich über Monate hinweg. Als Lazaretthelfer geriet Éluard zwar nicht unter Beschuss, war aber an der Somme stationiert, einem Hauptkriegsschauplatz des Ersten Weltkrieges. Deshalb war Gala ständig in Sorge um ihn. Im August 1916 reiste die inzwischen Volljährige zu seiner Familie nach Paris, doch ihre Enttäuschung war groß, denn die Stadt war vom Krieg gezeichnet und glich wenig Éluards Erzählungen. Das Stadtbild bestimmten leere Geschäfte, Kriegsinvaliden und alleinstehende Frauen. Zudem musste sie vorerst bei seinen Eltern wohnen, die eine Russin als Schwiegertochter ablehnten. Die kleinbürgerlichen Verhältnisse, in denen Éluards Mutter als das unangefochtene Familienoberhaupt regierte, bedrückten sie. Gala hatte ihr Elternhaus verlassen, um ein selbstbestimmtes Leben führen zu können, und musste nun die ständigen Einmischungen Jeanne-Marie Grindels hinnehmen. Éluard meldete sich im November 1916 freiwillig zur Infanterie, gegen ihren Willen und trotz seiner weiterhin labilen Gesundheit. „Vielleicht ist es Dir entgangen, aber ich habe viel für Dich getan und tue es noch. Mein ganzes Leben, meine ganze Seele, mein Blut habe ich Dir geweiht. Nicht alle Frauen würden dies tun, wenn Du gehst, dann ist dies als ob Du mich zurückweist, ja, mein Leben verschmähst“, schrieb sie ihm. Aus Zeitvertreib übersetzte sie russische Bücher ins Französische und verbrachte die Tage statt mit auferlegten Hausarbeiten hauptsächlich lesend. Laut ihren Briefen an Éluard bevorzugte sie hierbei die Autoren Dostojewski und Gustave Kahn, sowie den Dichter Guillaume Apollinaire, dessen Gedichte Éluard ihr bereits in Davos vorgelesen hatte.
Ihr Bild von Éluard, den sie in Davos als Rebell und Dichter verklärt hatte, wandelte sich, denn Éluard, der aufgrund seines Asthmas seinen Dienst weiterhin überwiegend hinter der Front leistete, kehrte nicht nach Paris zurück und wich in seinen Briefen Konflikten mit seiner Familie aus. Eine Lösung der Verbindung und damit eine Rückkehr nach Russland schloss Gala jedoch aus. Am 21. Februar 1917 heirateten sie während eines Fronturlaubs in Paris, und lediglich ihr Brautkleid hob die Hochzeit von den zahlreichen Kriegstrauungen ab. „Aber ihr extravagantes, grünes Brautkleid erregt das ganze Aufsehen der braven Bourgeois und ließ eine erste Ahnung von Galas künftiger Karriere nicht als Hausfrau und Mutter, sondern als Enfant terrible der surrealistischen Kreise aufkommen.“ Am 10. Mai 1918 kam die gemeinsame Tochter Cécile zur Welt, die Gala sogleich in die Obhut der Schwiegereltern gab. Ihr Verhältnis zu ihrem Kind blieb zeitlebens kühl, und trotz Éluards Ermahnungen war Gala nicht in der Lage oder auch nicht gewillt, ihre Mutterrolle zu erfüllen.

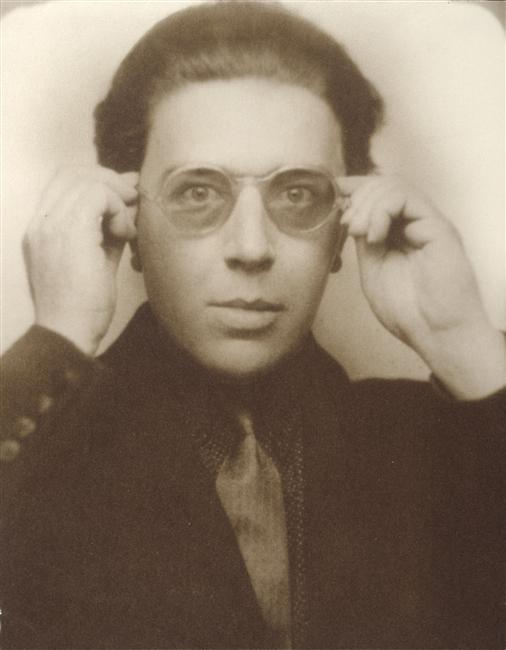
André Breton, 1924

Nach Kriegsende bezogen sie eine eigene Wohnung in Paris. Éluard hatte sich im März 1919 unter Vermittlung von Jean Paulhans mit den Dadaisten um André Breton, Philippe Soupault und Louis Aragon zusammengeschlossen. Für Gala die Gelegenheit, sich in diesem Künstlerzirkel mit aufwendigen Garderoben selbst zu inszenieren, womit sie jedoch nicht alle Freunde Éluards für sich eroberte, sondern verärgerte. André Thirion, der zu dem Kreis um Breton zählte, urteilte „Noch besser als Elsa Triolet wußte Gala, was sie wollte: Herzens- und Sinnesfreuden, Geld und die Gesellschaft eines Genies. Sie wird die Reinkarnation einer Bettina von Arnim gewesen sein, nur mit mehr Sinn für das Praktische. Für Politik und Philosophie interessierte sie sich nicht, bewertete Menschen danach, was sie in der realen Welt leisteten, und tat die ab, die mittelmäßig waren.“ Ihre unvorhersehbaren „Starauftritte“ waren Breton ein Dorn im Auge. Dennoch besetzte er sie 1920 in einem gemeinsam mit Soupault inszenierten Bühnenstück. Hierin deklamierte sie selbstbewusst dadaistische Texte. In einer Widmung vom 14. Dezember 1923 schrieb er: „Für Gala, auf deren Brüsten der Hagel eines gewissen Traumes von Verdammung schmilzt“ – eine ironische Anspielung auf Éluards Verehrung seiner Frau. Tatsächlich pries Éluard in Gegenwart seiner Freunde offen Galas erotische Vorzüge und betrieb einen regelrechten Kult um sie. Gemeinsam bildeten sie eine publikumswirksame Kooperation, aus der beide ihre Vorteile zogen. Gala lebte ihre Exzentrik aus und verschaffte damit Éluard Aufmerksamkeit. Ihr besonderer Status wird auch dadurch deutlich, dass sie oftmals als einzige Frau auf Fotos der Künstlergruppe um Breton zu sehen ist. „Sie nutzte die Faszination des weiblichen Mythos, indem sie sich ausgiebig von den Männern feiern ließ, die ihr das Äußerste an Hingabe entgegenbrachten.“
Im November 1921 besuchte das Ehepaar Éluard den aufstrebenden Maler Max Ernst und seine damalige Frau Luise Straus in Köln. Gemeinsam mit Gala wählten sie elf von Ernsts Collagen aus, um Éluards nächsten Gedichtband zu bebildern. Éluard und Ernst freundeten sich schnell an. „Ob die beiden Frauen mit dieser Männerfreundschaft mithalten können, wo die beiden Künstler sich doch auf der Stelle verbrüdert haben und einander geradewegs in die Arme gefallen sind? Ein wenig verwirrt und unsicher stehen sie daneben.“ Doch Ernst, der sich längst von Gala angezogen fühlte, malte sie 1921 mit entblößter Brust und betitelte das Bild vieldeutig Unruhe meine Schwester.

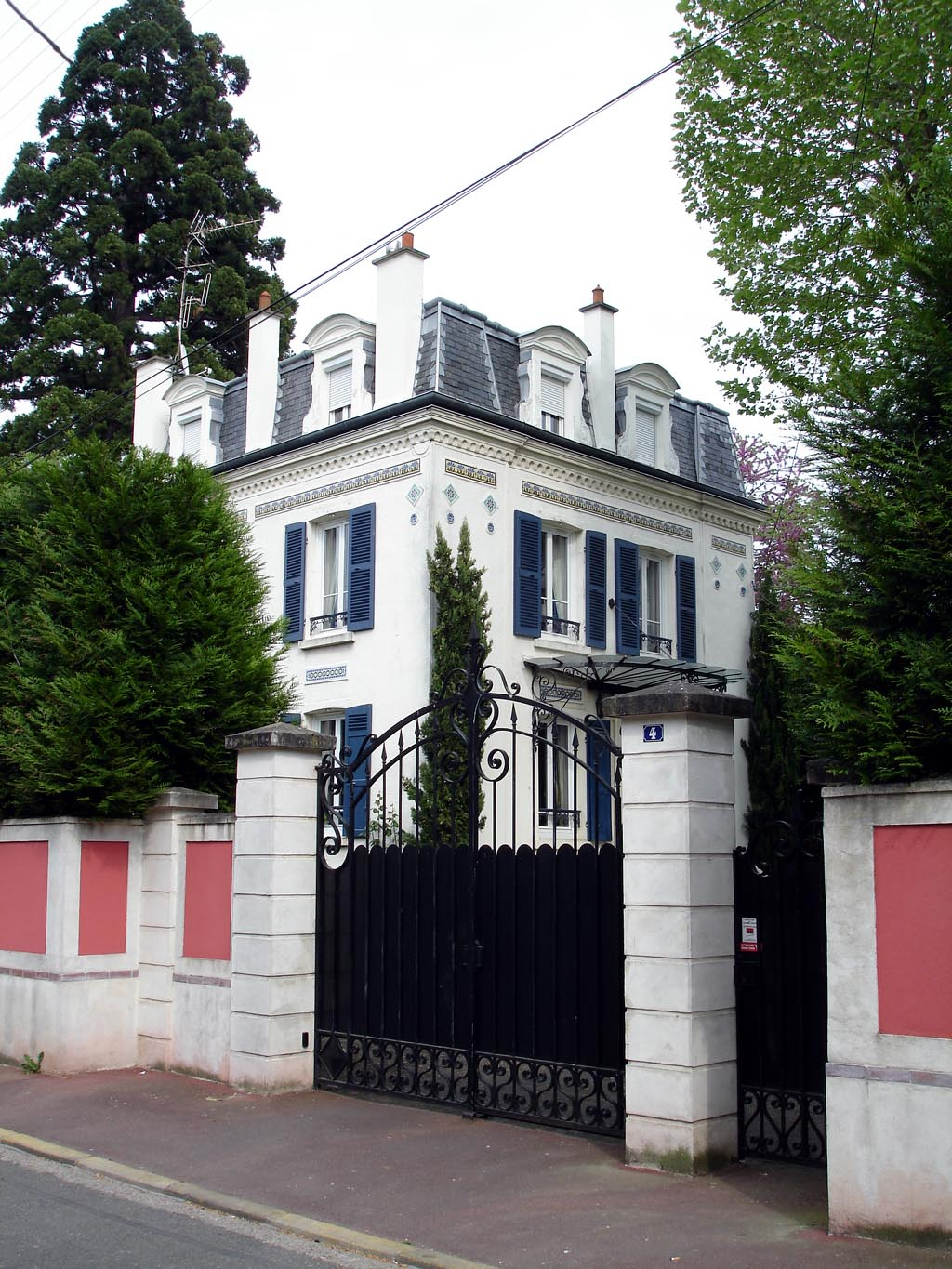
Galas und Éluards Wohnhaus in Eaubonne

Ein Jahr später erfolgte Ernsts Gegenbesuch bei den Éluards in Saint-Brice-sous-Forêt, einem Vorort von Paris. In dieser Zeit kamen sich Gala und Ernst näher, was Éluard zunächst tolerierte. Gemeinsam bezogen sie ein Haus in Eaubonne, einer kleinen Stadt im Kanton Montmorency, das Ernst mit surrealen Fresken ausmalte. Auf die Tür in Galas und Éluards Schlafzimmer malte er Gala lediglich mit einer engen Hose bekleidet in Lebensgröße. Doch diese offen gelebte Dreiecksbeziehung, die zugleich das Ende von Ernsts Ehe bedeutete, wurde für alle Beteiligten zunehmend zur Belastung. Dennoch endete die Affäre erst 1924. Ernst verewigte Gala in weiteren Bildern, dem Gruppenbild Das Rendezvous der Freunde von 1922 (auf dem sie abermals als einzige Frau abgebildet ist) und als Die schöne Gärtnerin in einem Nacktporträt aus dem Jahr 1924. Gala kehrte zu Éluard zurück. Die enge Freundschaft zwischen Ernst und Éluard bestand noch bis 1927.
Während Éluard in dieser Phase des erstarkenden Surrealismus seine wichtigsten Werke verfasste und Gala weiterhin bedingungslos verehrte, begann sie zunehmend, an ihrer Ehe zu zweifeln. Zudem hatte ihre Stellung in der Pariser Avantgarde unter der Episode mit Ernst gelitten. 1927 starb Éluards Vater und hinterließ ein großes Vermögen, doch auch das Luxusleben, das Éluard ihr damit bereitwillig finanzierte, konnte ihre Ehe nicht dauerhaft retten. „Gala mußte sich zwangsläufig von Éluard trennen, sobald sie der Rolle der kleinen Frau des großen Dichters entwachsen war, der sie brauchte, um das Urbild seiner ersten Liebe immer wieder aufs neue dichterisch zu entwerfen.“ Von November 1927 bis März 1929 kurierte Éluard die Folgen eines Pneumothorax in Arosa. Gala bereiste währenddessen Europa und besuchte ein letztes Mal Russland. Auf ihren Reisen ließ sie sich von wechselnden Liebhabern begleiten, und auch Éluard hatte in Arosa mehrere Affären, wie aus seinen Briefen an Gala offen hervorging. „Wenn ich sie fortgehen lasse, um zu Dir zu fahren, wie lange würde ich Dich dann halten können. Bald darauf wäre ich wieder allein, hätte noch mehr Zeit, mich zu langweilen und schrecklich verlassen zu fühlen. Du hast B. oder andere, die es noch geben wird, aber ich möchte nicht in der Einsamkeit verbittern.“

### Ehe mit Salvador Dalí

#### Geliebte und Muse

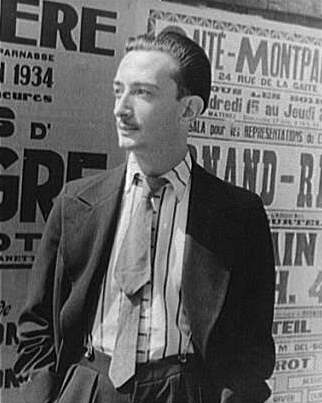
Salvador Dalí 1934, Fotograf Carl van Vechten

1929 reiste Gala gemeinsam mit Éluard und René Magritte zu dem jungen Maler Salvador Dalí nach Cadaqués. Éluard hatte dessen Bilder in Paris kennengelernt und war an einer künstlerischen Zusammenarbeit interessiert. Dalí verliebte sich sogleich in die zehn Jahre ältere Gala, und auch sie war zunehmend an dem exzentrischen Einzelgänger interessiert. „Dieses Paar verkörperte für mich, den kleinen Provinzler, den Geist von Paris. […] und Gala versetzte mich geradezu in Trance mit ihren Koffern nach der neuesten Mode, die sich, auseinandergenommen, in Schränke verwandelten und von Kleidern und feiner Wäsche überquollen.“
Éluard billigte auch diese Affäre – in der Überzeugung, dass sie nicht von langer Dauer sein würde – und reiste ohne Gala nach Paris zurück. Seine im gleichen Jahr erschienene Gedichtsammlung L’amour la Poésie (dt. Die Liebe die Poesie) ist ihr gewidmet. Die Affäre dauerte jedoch an. Mit zahllosen Briefen versuchte er, sie zur Rückkehr zu bewegen, doch Gala blieb bei Dalí. Im Frühjahr 1930 kehrte sie an der Seite Dalís nach Paris zurück und bezog mit ihm die Wohnung, die Éluard für sich und Gala eingerichtet hatte. Längst hatte sich Gala für eine Zukunft mit Dalí entschieden, was Éluard niemals als endgültig akzeptierte. Er schrieb ihr weiterhin bis zu seinem Tod Liebesbriefe.
Während der Dichter Éluard für seine Arbeit stets die Einsamkeit suchte, verlangte der Maler Dalí nun Galas ständige Anwesenheit. „Gala wurde das Salz meines Lebens, das Härtebad meiner Persönlichkeit, mein Leuchtfeuer, meine Doppelgängerin – ICH. Fortan waren Dalí und Gala verbunden in alle Ewigkeit.“ In Paris mieden sie die Bohème und nahmen an keinerlei Festen teil. Dalí ängstigte sich in Paris und vermisste seine Heimat, aber eine Rückkehr nach Spanien war aus Geldmangel vorerst ausgeschlossen. Während Dalí malte, versuchte Gala seine Bilder zu verkaufen.

#### Ehe- und Geschäftsfrau
Im Jahr 1932 ließ sie sich von Éluard scheiden. Das Sorgerecht für Cécile wurde einvernehmlich Éluard zugesprochen. Gala und Dalí heirateten im Oktober 1934 im spanischen Konsulat von Paris. Während Dalí keinerlei Interesse an geschäftlichen Dingen zeigte, gelang es Gala allmählich, ihn und seine Kunst erfolgreich zu vermarkten. Bretons bissiges Anagramm von 1942 „Avida Dollars“ (dt. Hungrig auf Dollars) auf Salvador Dalís Namen zeugt von ihrem Geschäftssinn. Mit den ersten Verkaufserlösen bauten sie ihr Haus in Portlligat aus, eine Verbindung mehrerer ehemaliger Fischerkaten in einer einsamen Bucht in der Nähe von Dalís Heimatort, die sie 1930 gekauft hatten. Portlligat verließen sie fortan nur, um seine Bilder zu protegieren und über die Wintermonate, die sie in Paris verbrachten. Das Wohnhaus wurde nach Dalís Tod zum Casa-Museu Salvador Dalí umgewidmet.

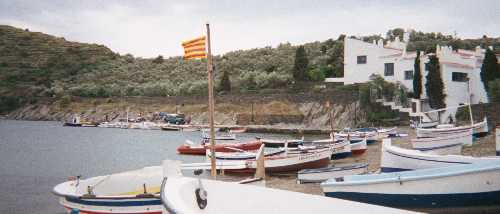
Portlligat mit dem ehemaligen Wohnhaus

Aus dem Kreis der Pariser Surrealisten wurde Dalí 1934 ausgeschlossen, da er sich nach Bretons Worten „zu wiederholten Malen antirevolutionäre Akte mit Tendenz zur Verherrlichung des Faschismus à la Hitler“ hat zuschulden kommen lassen. Ob Dalí, der sich als unpolitischen Menschen bezeichnete, tatsächlich mit Hitler sympathisierte oder nur provozieren wollte, ist fraglich. Statt im Surrealistenzirkel bewegten sie sich nun unter finanzkräftigen Kunstliebhabern und Galeristen. Doch anders als in ihrer Ehe mit Éluard überließ Gala Dalí das Rampenlicht. Wenn sie sich mit pompösen Aufmachungen inszenierte, dann für ihn, und um ihm für seine Bilder Modell zu stehen. In der Öffentlichkeit begnügte sie sich mit einem schlichten Chanel-Kostüm und Haarschleife, wodurch sie neben dem schrill gekleideten Dalí wie seine Gouvernante wirkte. In ihrem Privatleben hatte Gala energisch die Führung übernommen. Ihre Dominanz blieb von Dalí unwidersprochen. In seiner 1942 erschienenen Autobiografie Das geheime Leben des Salvador Dalí, glorifiziert er Galas Rolle in seinem Leben. „Anstatt mich hart zu machen, wie das Leben es eigentlich geplant hatte, gelang es Gala, mir mit dem versteinernden Speichel ihrer fanatischen Aufopferung ein Schneckenhaus zu bauen, das die empfindliche Blöße des einsiedlerischen Bernhard, der ich war, schützte […].“
Mit dem Einmarsch der deutschen Truppen in Paris beschlossen Dalí und Gala, Europa zu verlassen. Sie schifften sich im August 1940 nach New York ein, wo Dalí bereits seit 1934 kleinere Erfolge feiern konnte. 1941 veranstaltete das Museum of Modern Art eine Retrospektive seines Schaffens, und Gala verkaufte seine Kunstwerke inzwischen zu astronomischen Preisen. Sie hatten nun keinen festen Wohnsitz mehr, sondern wohnten in luxuriösen Hotelsuiten und aßen in den teuersten Restaurants. Dalís Abhängigkeit von Gala wurde noch größer, da er sich beharrlich weigerte, Englisch zu lernen, und sie für ihn dolmetschen musste. Trotz ihres verschwenderischen Lebenswandels sammelte Gala während des selbstgewählten Exils ein großes Vermögen an. Ins von deutschen Truppen besetzte Paris, in dem Éluard und Tochter Cécile in großer Not lebten, schickte sie regelmäßig Pakete. 1945 starb ihre Mutter in Leningrad, doch sie und Dalí kehrten erst im Juli 1948 nach Europa zurück. Ihr erster Weg führte Gala, die inzwischen Großmutter geworden war, jedoch nicht zu ihrer Familie, sondern zur Familie Dalís nach Cadaqués und weiter zu ihrem Haus im benachbarten Portlligat.

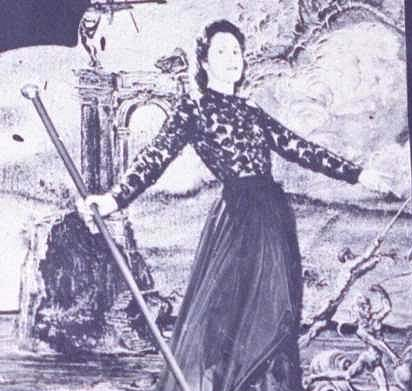
Gala Dalí, Ausschnitt aus einer Fotografie von Allan Warren (1972)

Die ehemalige Fischerhütte in Portlligat wurde in den folgenden Jahren unter Galas Regie ausgebaut, dennoch bot sie kaum Komfort. Die Räume waren klein, dunkel und schlecht zu beheizen. Die Wintermonate verbrachten sie nun abwechselnd in Paris und New York. Den größten Teil des Jahres verlebten sie jedoch abgeschieden in ihrer Bucht, die Dalí allen anderen Orten vorzog. Die „Firma Dalí“ hatte sich mittlerweile zu einem millionenschweren Kommerzunternehmen entwickelt, dessen Wert 1970 auf zehn Millionen Dollar geschätzt wurde. Dalí verdiente allein mit Buchillustrationen, Werbung und Merchandising-Produkten Unsummen. Gala verwaltete das Vermögen und handelte immer weitere Verträge aus. Ihre Angst vor Armut und Krankheit entwickelte sich zunehmend zu einer Zwangsvorstellung. Am 18. November 1952 starb Éluard, was Gala nicht lange betrauerte, denn damit stand einer kirchlichen Hochzeit der gläubigen Gala und Dalís nichts mehr im Wege. In einer kleinen Kirche in der Provinz Girona ließen sie sich am 8. August 1958 in aller Stille trauen.

#### Gefährtin

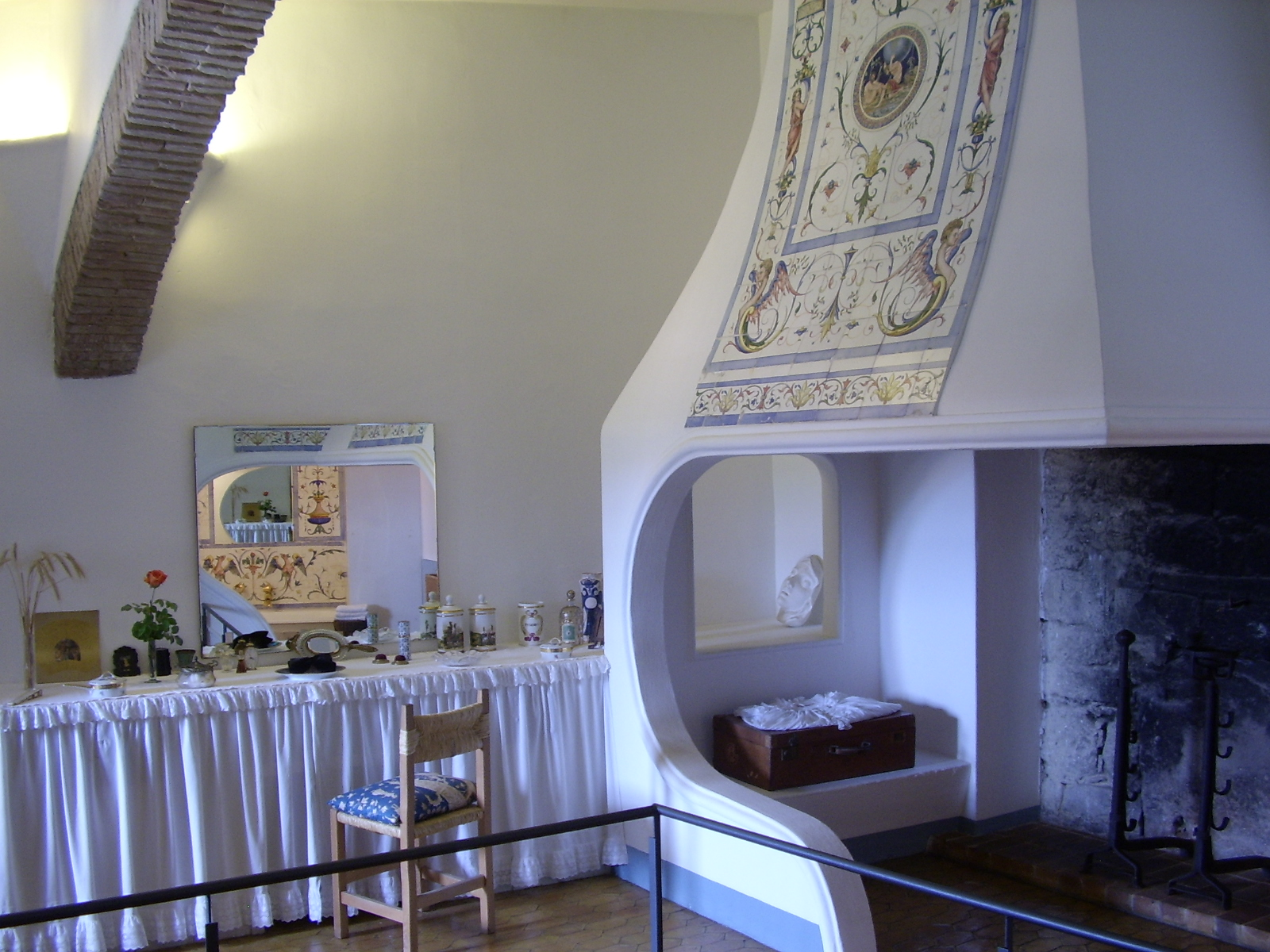
Galas Ankleidezimmer im Schloss Púbol

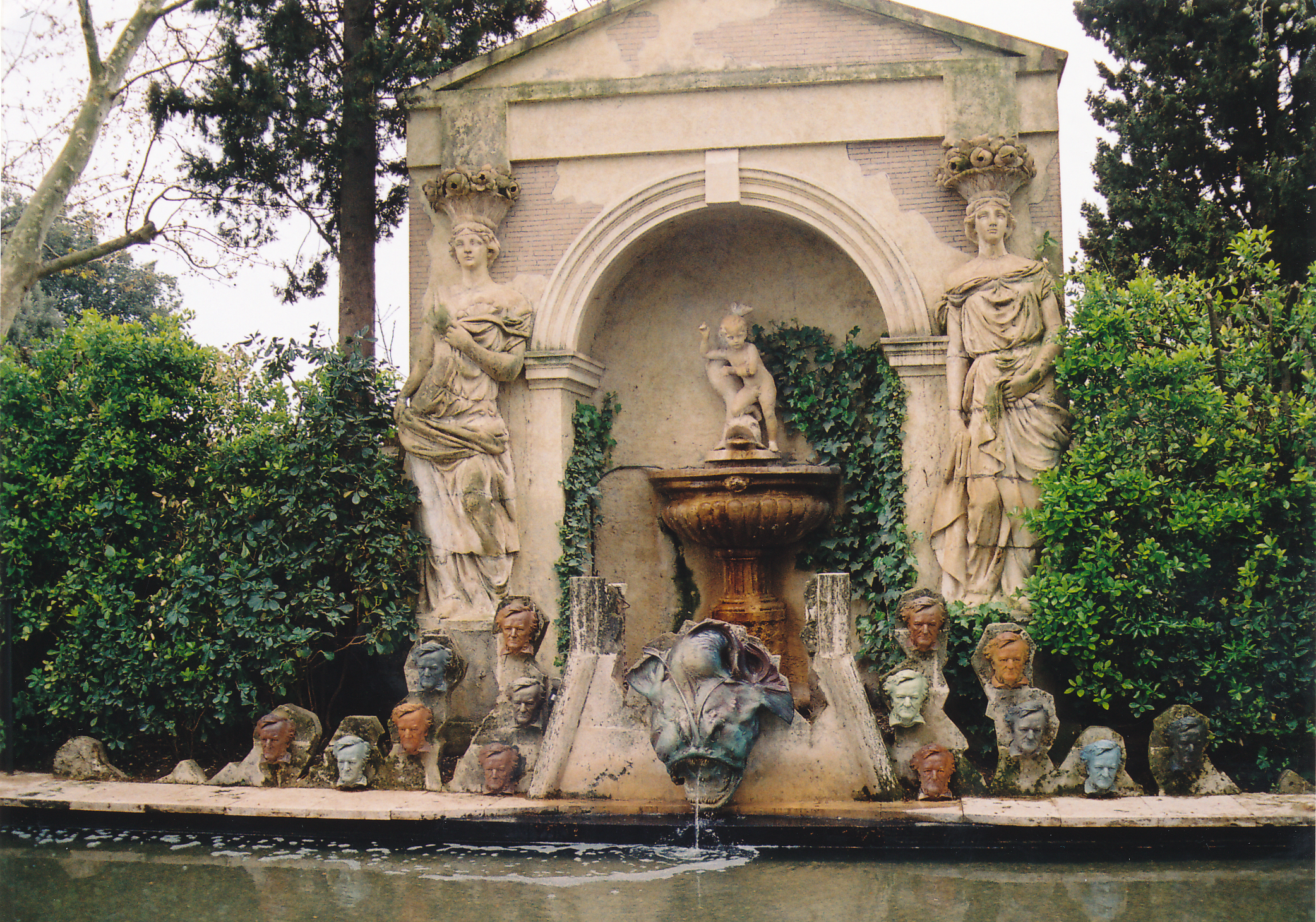
Dalí-Brunnen im Garten des Castell Púbol mit den Köpfen Richard Wagners

Bis Ende der fünfziger Jahre war nur wenigen Personen ein Einblick in ihr Privatleben gestattet. Gala führte den Haushalt und regelte die Geschäftsangelegenheiten nahezu allein. Erst als über Sechzigjährige ließ sie fremde Hilfe zu und engagierte Sekretäre, Berater und Buchhalter, über die sie misstrauisch wachte. Mit ihrer Abgeschiedenheit in Portlligat war es daraufhin vorbei, denn ihnen folgte ein Tross von Bewunderern, die Dalí fortan regelmäßig empfing. Mehr noch als unter ihrer schwindenden Energie litt sie unter den äußerlich sichtbaren Zeichen des Alterns, die sie mit Verjüngungskuren in der Schweizer Klinik La Prairie zu bekämpfen versuchte. Weiterhin stand sie Dalí Modell, ließ sich aber aus Eitelkeit nur noch aus der Ferne fotografieren. Für Dalí blieb sie sein Lebensmittelpunkt, dem er 1961 in dem Musical Gala einen weiteren Glanzpunkt setzte.
1965 lernte Dalí in Paris die junge Amanda Lear kennen, deren Schönheit er zutiefst bewunderte, und die er 1974 im Bild Der Heilige Georg und das Mädchen porträtierte. Galas anfängliche Eifersucht wechselte rasch zu Akzeptanz gegenüber Dalís neuer Muse, die ihn über zehn Jahre lang auch bei gesellschaftlichen Auftritten begleitete. Längst war Gala seinen häufigen Unternehmungen und Festen nicht mehr gewachsen und ließ sich nun bereitwillig von Lear vertreten. Sie selbst zog sich gänzlich aus der Öffentlichkeit zurück, und auch in Portlligat war sie nur noch selten anwesend. Als Rückzugspunkt kaufte ihr Dalí 1968 eine Burg im 80 Kilometer von Cadaqués entfernten Púbol. Gala richtete sie nach eigenen Vorstellungen ein und ließ Dalí nur einige Malereien ausführen. Mit karger Möblierung und Fackelbeleuchtung schuf sie sich ein „Gespensterschloss“, das auch Dalí nur auf schriftliche Einladung hin betreten durfte. Weiterhin ließ sie sich von ihm regelmäßig Bericht erstatten, aber zunehmend fehlte ihr die Kraft, seine Belange zu regeln. Lear füllte die ihr von Gala zugedachte Stellvertreterrolle nicht aus und widmete sich ab 1976 ihrer Musikkarriere. Dalí malte nur noch selten und erfüllte seine Verträge nicht mehr. Ihn plagten Schlaflosigkeit und Einsamkeit, sein Ruhm und die Geldquellen versiegten. Galas Wunsch nach einem ruhigen Lebensabend erfüllte sich nicht, da Dalí 1975 schwer erkrankte. Sie kehrte zu ihm zurück und pflegte ihn, bis sie selbst nach mehreren Stürzen zum Pflegefall wurde. Sie starb – bereits tagelang bettlägerig – am Nachmittag des 10. Juni 1982 neben dem schlafenden Dalí in Portlligat. Ihren Wunsch, in Púbol begraben zu werden, erfüllte ihr Dalí und überführte den Leichnam heimlich in ihre Burg. Gala wurde einen Tag nach ihrem Tod im Gewölbe beigesetzt.
Gala hatte Dalí als Alleinerben eingesetzt. Cécile Éluard focht das Testament an und erhielt einen Teil der Erbschaft als Entschädigung. Nach Galas Tod im Jahr 1982 gründete Salvador Dalí eine Stiftung mit Sitz in Figueres, die die Fortdauer seines Werkes wahren soll. Er gab ihr den Namen Stiftung Gala-Salvador Dalí. Galas Castell in Púbol sowie das Wohnhaus Galas und Dalís in Portlligat sind im Originalzustand als Museen zu besichtigen.

## Gala in der Kunst

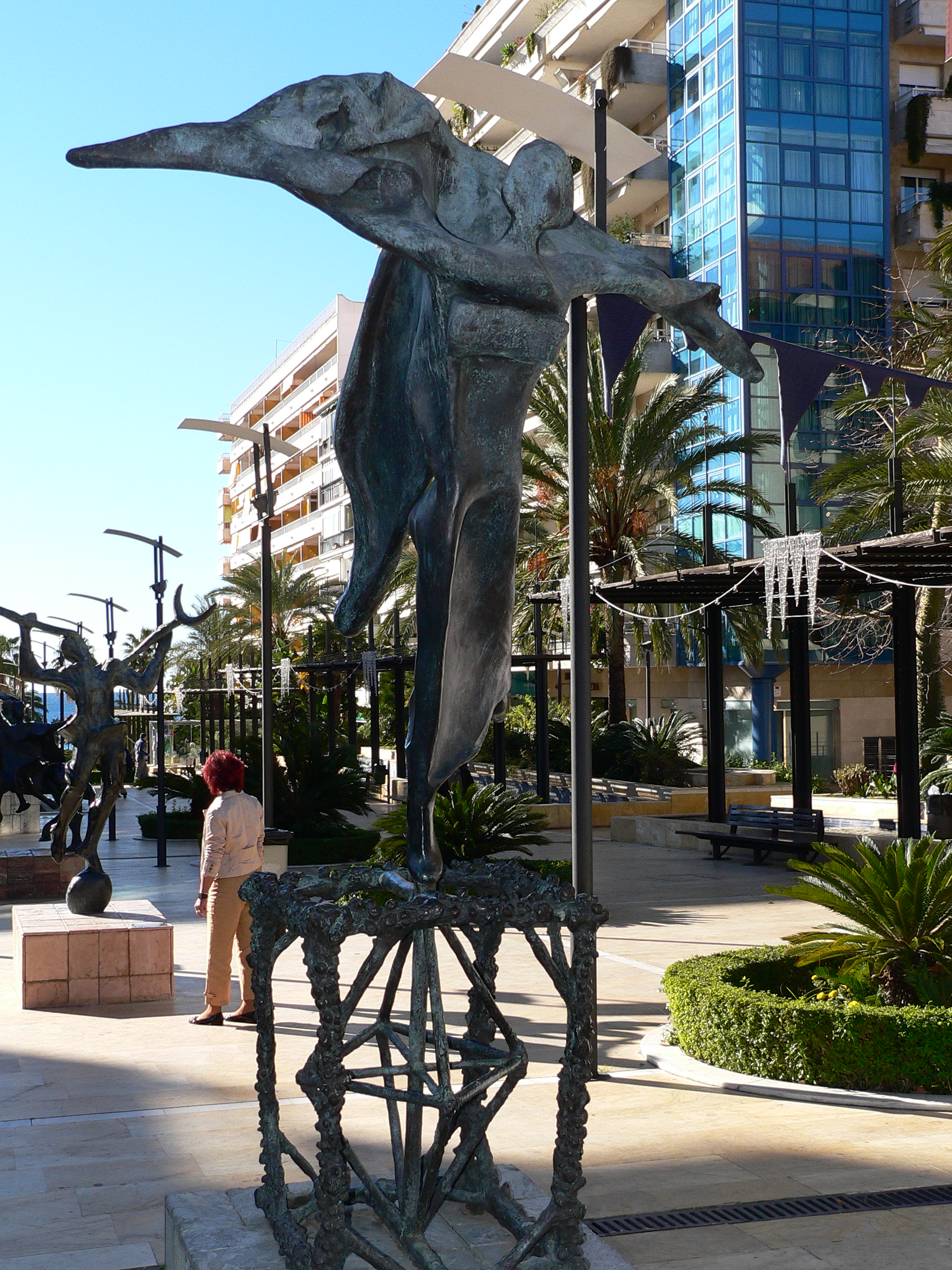
Salvador Dalí: Gala Gradiva, Skulptur in Marbella, um 1970

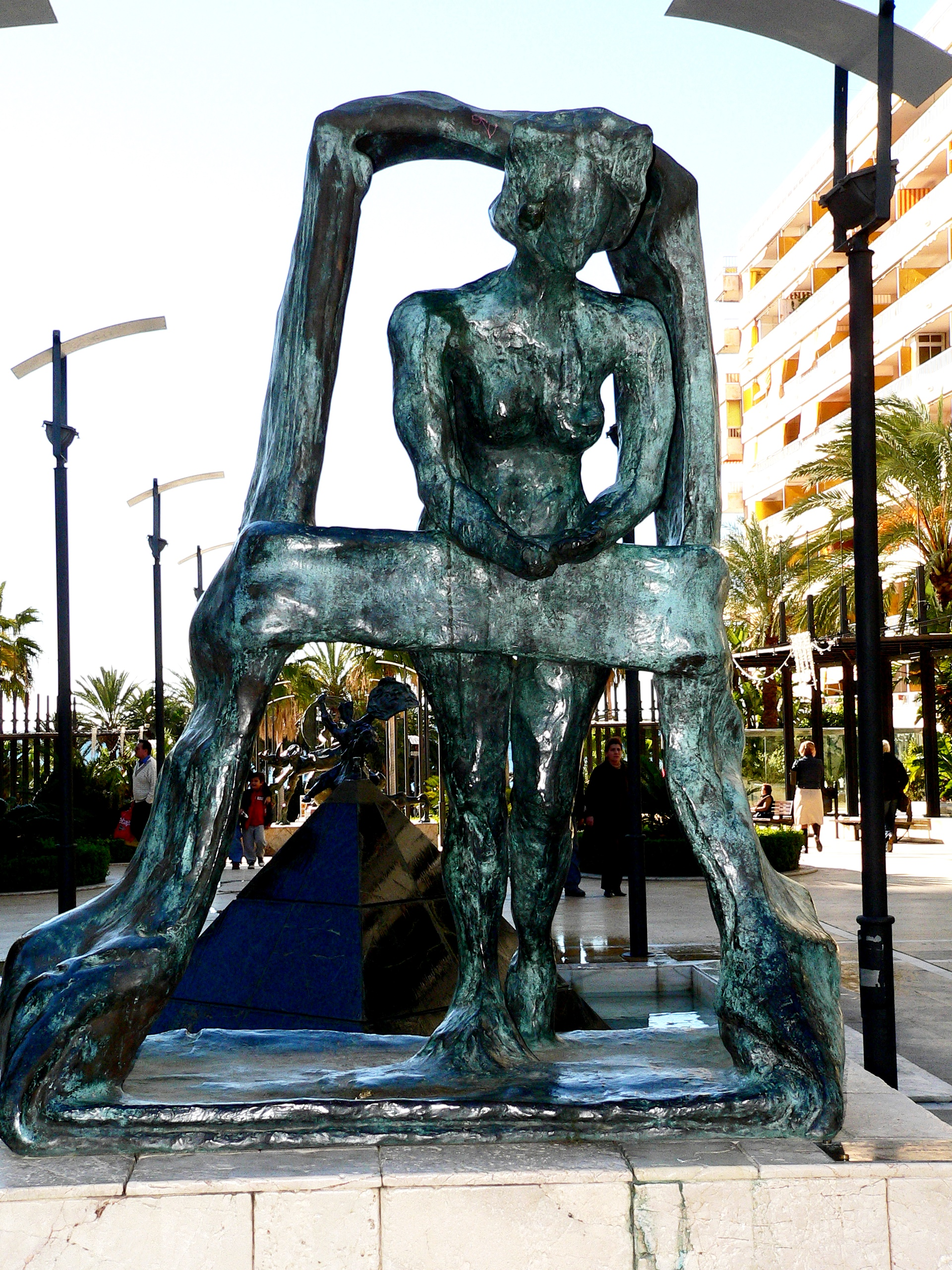
Salvador Dalí: Gala am Fenster, Skulptur in Marbella

Die hier aufgeführte Auswahl beschränkt sich auf nachweisbar ihr gewidmete Literatur bzw. sie abbildende darstellende Kunst. In den über fünfzig Jahren ihrer Beziehung hat Dalí sie in zahlreichen Bildern und Skulpturen verewigt. Die genannten gehören zu seinen bekannteren Werken.

### Malerei
Max Ernst
- Unruhe meine Schwester, 1921
- Das Rendezvous der Freunde, 1922
- Die schöne Gärtnerin, 1923 (Gilt seit 1937 als verschollen.)[38]

Salvador Dalí
- Portrait of Gala with Two Lamb Chops on Her Shoulder, 1933 (Abb.)
- The Angelus of Gala, 1935[39]
- Galarina, 1944[40]
- Traum, verursacht durch den Flug einer Biene um einen Granatapfel, eine Sekunde vor dem Aufwachen, 1944
- Die Madonna von Portlligat, 1949[41]
- Leda atomica, 1949
- Portrait of Gala with Rhinocerotic Symptoms, 1954 (Abb.)
- Gala Contemplating the Mediterranean Sea which at Twenty Meters becomes a Portrait of Abraham Lincoln, 1976 (Abb.)
- Dalí Lifting the Skin of the Mediterranean Sea to Show Gala the Birth of Venus, 1977 (Abb.)

### Bildhauerei
- Gala Gradiva, Skulptur von Dalí
- Gala Dalí – La Divina, Büste von Arno Breker[42]

### Musik
- Gala, Musical von Salvador Dalí (Uraufführung 1961)
- Gala, Gala, Operneinakter von Elke Heidenreich (Uraufführung 2008)